# Hylesia biolleya
Hylesia biolleya är en fjärilsart som beskrevs av William Schaus 1927. Hylesia biolleya ingår i släktet Hylesia och familjen påfågelsspinnare. Inga underarter finns listade i Catalogue of Life.